# Bibio pallidohirtus
Bibio pallidohirtus är en tvåvingeart som beskrevs av Enrico Adelelmo Brunetti 1925. Bibio pallidohirtus ingår i släktet Bibio och familjen hårmyggor. Inga underarter finns listade i Catalogue of Life.